# Elsa Cavelti
Elsa Cavelti (Rorschach, 4 de mayo de 1907- Basilea, 10 de agosto de 2001) fue una contralto y mezzosoprano de ópera suiza, quien temporalmente también se desempeñó como soprano dramática, que trabajó en teatros de ópera alemanes y suizos y como invitada internacional. Fue profesora de canto académico en Fráncfort. En 2008 el concejo de la ciudad del distrito de Seebach nombró un camino en su honor, el Elsa-Cavelti-Weg.

## Carrera profesional
Nacida en Rorschach, Suiza, Cavelti entrenó su voz inicialmente en Zúrich, luego en Fráncfort con Res Fischer y en Viena con Otto Iro. Debutó teatralmente en 1936 en el Stadttheater Kattowitz y se trasladó a la Ópera de Fráncfort en 1938. Continuó su carrera en Oberschlesischen Landestheater en Bytom de 1939 a 1942 y en Opernhaus Düsseldorf de 1942 a 1944. Apareció como invitada en la Semper en 1939.
En 1944, regresó a Suiza, cantando como la principal contralto dramática en la Teatro de ópera de Zúrich. Apareció como Brangäne en Tristán e Isolda de Wagner, como Fricka en La valquiria, como Ortrud en Lohengrin y en el papel principal (Octavian) de Der Rosenkavalier de Richard Strauss, entre otros. En 1949 participó en el estreno de Die schwarze Spinne de Willy Burkhard. El mismo año actuó en L'incoronazione di Poppea de Monteverdi, tanto en el Teatro Olímpico de Vicenza como en La Fenice de Venecia. Actuó como invitada en La Scala de Milán varias veces, incluidas actuaciones como Octavian, Brangäne, Venus en Tannhäuser de Wagner y el papel principal de Judith de Honegger. Apareció como invitada en la Ópera Estatal de Viena, en Bélgica, Francia, Reino Unido, Argentina y Estados Unidos.
En 1959, estudió para ser soprano dramática. Sus actuaciones incluyeron el papel principal de Fidelio de Beethoven, Brünnhilde en Der Ring des Nibelungen de Wagner y Marschallin en Der Rosenkavalier. También apareció en el Festival de Bayreuth de 1966 como la segunda Norn en Götterdämmerung de Wagner.
Cavelti también fue cantante de oratorio y Lieder. Cantó en 1945 en el estreno de Christoph Rilke Weise von Liebe und Tod des Cornets de Frank Martin, y varias canciones de Othmar Schoeck por primera vez. Fue una influyente profesora de canto académico. A partir de 1970 enseñó en la Musikhochschule Frankfurt y más tarde en Basilea. Entre sus alumnos se encuentran Claudia Eder, Eva Lind, Gabriele Schnaut, Ortrun Wenkel y Ruth Ziesak. Murió en Basilea.